# 格雷戈里奥·阿尔瓦雷斯
格雷戈里奥·康拉多·阿尔瓦雷斯·阿梅利诺（西班牙語：Gregorio Conrado Álvarez Armelino；1925年11月26日—2016年12月28日），乌拉圭前军队将领和独裁者。1981年—1985年乌拉圭公民军事独裁时期的实际掌权者（相当于总统）。
阿尔瓦雷斯出生于蒙得维的亚，1940年进入乌拉圭军事学院。1962年任蒙得维的亚骑警首脑。1971年晋升为将军，任埃斯马科长官，镇压图帕马罗斯（乌拉圭左翼城市游击队“民族解放运动”）。
1973年乌拉圭发生军事政变，政变后阿尔瓦雷斯出任国家安全委员会常务次官。1978年2月出任陆军司令官，1981年接替阿帕里西奥·门德斯任国家安全委员会主席（相当于总统），1985年因失去支持而辞职。虽然他被1986年大赦所免除罪名，但自2004年11月塔瓦雷·巴斯克斯当选总统后，再次呼吁起诉阿尔瓦雷斯在1973年政变中侵犯人权。2006年7月，示威者在阿尔瓦雷斯在蒙得维的亚的住所外进行示威抗议。2007年12月，阿尔瓦雷斯被指控在独裁时期侵犯人权，2009年10月22日，他因犯有37项谋杀和侵犯人权罪被判有罪，处以25年徒刑；但他因为生病，没有在法庭听到判决。